# Gerard Koel
Gerard Hendrik Koel (ur. 16 stycznia 1941 w Amsterdamie) – holenderski kolarz torowy i szosowy, brązowy medalista olimpijski.

## Kariera
Największy sukces w karierze Gerard Koel osiągnął w 1964 roku, kiedy wspólnie z Corem Schuuringiem, Henkiem Cornelisse i Jacobem Oudkerkiem zdobył brązowy medal w drużynowym wyścigu na dochodzenie podczas igrzysk olimpijskich w Tokio. Był to jedyny medal wywalczony przez Koela na międzynarodowej imprezie tej rangi oraz jego jedyny start olimpijski. Wielokrotnie zdobywał medale torowych mistrzostw Holandii, w tym pięć złotych. Startował także w wyścigach szosowych, gdzie jego największym sukcesem było zwycięstwo w kryterium w rodzinnym Amsterdamie. Nigdy nie zdobył medalu na szosowych ani torowych mistrzostwach świata.